# The Ghost in the Garret
The Ghost in the Garret er en amerikansk stumfilm fra 1921 af F. Richard Jones.

## Medvirkende
- Dorothy Gish som Delsie O'Dell
- Downing Clarke som Gilbert Dennison
- Mrs. David Landau
- William Parke Jr. som Bill Clark
- Ray Grey som Oscar White
- Walter P. Lewis
- Mary Foy